# Cystodium
Cystodium J.Sm è un genere di piante dell'ordine Polypodiales, unico genere della famiglia Cystodiaceae J.R.Croft, Kew Bull.

## Descrizione
Le specie del genere Cystodium, sono felci il cui areale nativo va dalla Malesia alla Papuasia.

## Tassonomia
Il genere comprende le seguenti specie:
- Cystodium solomonense (J.R.Croft) Christenh.
- Cystodium sorbifolium (Sm.) J.Sm.